# 윤영미 (1959년)
윤영미(尹玲美, 1959년 7월 22일 ~ )은 KBS 前 아나운서이다. 2019년 정년으로 퇴직했다.

## 학력
- 경희대학교 생활과학대학
- 경희대학교 언론정보대학원 정치학 석사
- 경희대학교 일반대학원 경영학과 박사 수료(인사.조직 전공)

## 경력
- 1982년: KBS 공채 10기 아나운서
- 2009년: KBS 인재개발원장
- 2013년: KBS 아나운서실 실장
- 2024년: 방송통신심의위원회 방송자문특별위원회 위원

## 진행

### 텔레비전
- 1982년 : KBS 2TV 《TV유치원 하나 둘 셋》
- 1985년 ~ 1987 KBS 1TV 《KBS 보도본부 24시》
- 1991년 ~ 1997년: KBS 2TV 《KBS 2TV 뉴스》
- 1999년 ~ 2001년 : KBS 1TV 《KBS 뉴스 네트워크》
- 2001년: KBS 1TV 《토요화제 이야기 광장》
- 2001년 ~ 2002년: KBS 1TV 《KBS 뉴스 헤드라인》
- 2003년 ~ 2005년: KBS 1TV 《KBS 뉴스 (930)》